# Капитан Саблезъб и Магическият диамант
„Капитан Саблезъб и Магическият диамант“ (на норвежки: Kaptein Sabeltann og den magiske diamant) е норвежка-белгийска компютърна анимация от 2019 г. на режисьорите Расмус А. Сиверстен и Марит Моум Ауне, по сценарий на Карстен Фулу. Базиран на поредицата „Капитан Саблезъб“, сценарият на филма от Терж Формоу. Продуциран от Qvisten Animation на Сиверстен, и е пуснат от Норвегия на 27 септември 2019 г.

## В България
В България филмът е пуснат по кината на 19 август 2022 г. от „Про Филмс“. Ролите се озвучават от Даниела Йорданова, Христина Ибришимова, Елисавета Господинова, Христо Узунов, Александър Митрев, Марио Иванов, Симеон Дамянов и Сотир Мелев. Режисьор на дублажа е Анна Тодорова, преводът е на Димана Воденичарска, а тонрежисьори са Детелина Ралчевска и Станислав Донев.